# Bed on Fire
"Bed on Fire" är en låt framförd av den svenska sångaren Ralf Gyllenhammar. Låten är skriven av Gyllenhammar själv i samarbete med David Wilhelmsson. Singeln gavs ut den 24 februari 2013 på Gyllenhammars och Mustaschs studioalbum Bed on Fire.
Singeln debuterade på fjortonde plats på Digilistan den 3 mars 2013. Den nådde sjätte plats på listan veckan därpå. Den debuterade även på tjugonde plats på Sverigetopplistan den 8 mars 2013. Den nådde tionde plats på listan veckan därpå.

## Melodifestivalen 2013
Gyllenhammar tävlade med låten i Melodifestivalen 2013. Han framförde bidraget i den fjärde deltävlingen i Malmö Arena i Malmö den 23 februari med startnummer 5. Från deltävlingen tog han sig vidare tillsammans med Ulrik Munther direkt till finalen i Friends Arena i Stockholm. Väl i finalen som gick av stapeln den 9 mars hade bidraget startnummer 6. Där tävlade det mot 9 andra bidrag om att få representera Sverige i Eurovision Song Contest 2013 på hemmaplan. Då resultatet kommit in stod det klart att bidraget hade slutat på sjunde plats med totalt 73 poäng. De fick 40 poäng från TV-tittarna som placerade det som sjua och 33 poäng från de internationella jurygrupperna som placerade det som åtta.

## Listplaceringar
| Lista (2013)                | Topplacering |
| --------------------------- | ------------ |
| Sverige (Digilistan)        | 6            |
| Sverige (Sverigetopplistan) | 10           |

## Personal
- Ralf Gyllenhammar — sång, piano
- Dan Sundquist — elbas
- Louisian Boltner — trummor
- Erik Arvinder & His Friends — stråkinstrument